# Gymnelopsis brashnikovi
Gymnelopsis brashnikovi es una especie de pez de la familia de los Zoarcidae en el orden de los perciformes.

## Morfología
- Los machos pueden llegar a alcanzar los 9,7 cm de longitud total.[1][2]

## Hábitat
Es un pez de mar y de aguas profundas que vive hasta 86 m de profundidad.

## Distribución geográfica
Se encuentra en el Mar de Ojotsk.

## Observaciones
Es inofensivo para los humanos.